# Улица Мира (Вологда)
У́лица Ми́ра (бывшая Гостинодворская площадь и Глинковская набережная) — главная улица Вологды. Пролегает от улицы Сергея Орлова, вдоль реки Золотухи до площади Бабушкина. Находится в историческом центре города: от улицы Сергея Орлова до Октябрьской улицы — исторический район Город, остальная часть — Нижний Посад.
Улица имеет большое культурно-историческое значение — на ней расположены памятники архитектуры XVIII—XX веков: ансамбли торговых рядов, Ярмарочный дом, а также мемориальные памятники. Часть улицы повторяет расположение восточной стены кремля Ивана Грозного. Кроме того, улица является важной транспортной артерией центральной части города и играет роль одной из главных торговых улиц Вологды.

## Происхождение названия
До 1918 года часть улицы Мира от Сергея Орлова до Октябрьской улицы именовалась Гостинодворской площадью, остальная часть (до современной площади Бабушкина) — Глинковской набережной. Название Гостинодворская площадь дано по существовавшему с XVII века Гостиному двору, а название Глинковской набережной получила от глины, которую выбрасывали при копании реки Золотухи для строительства вологодского кремля. Топиним Глинки вошёл в употребление со второй половины XVIII и сохранился в названии церкви Церковь Николая Чудотворца в Глинках. Также имело распространение названия этой части улицы как Золотушная набережная.

## История

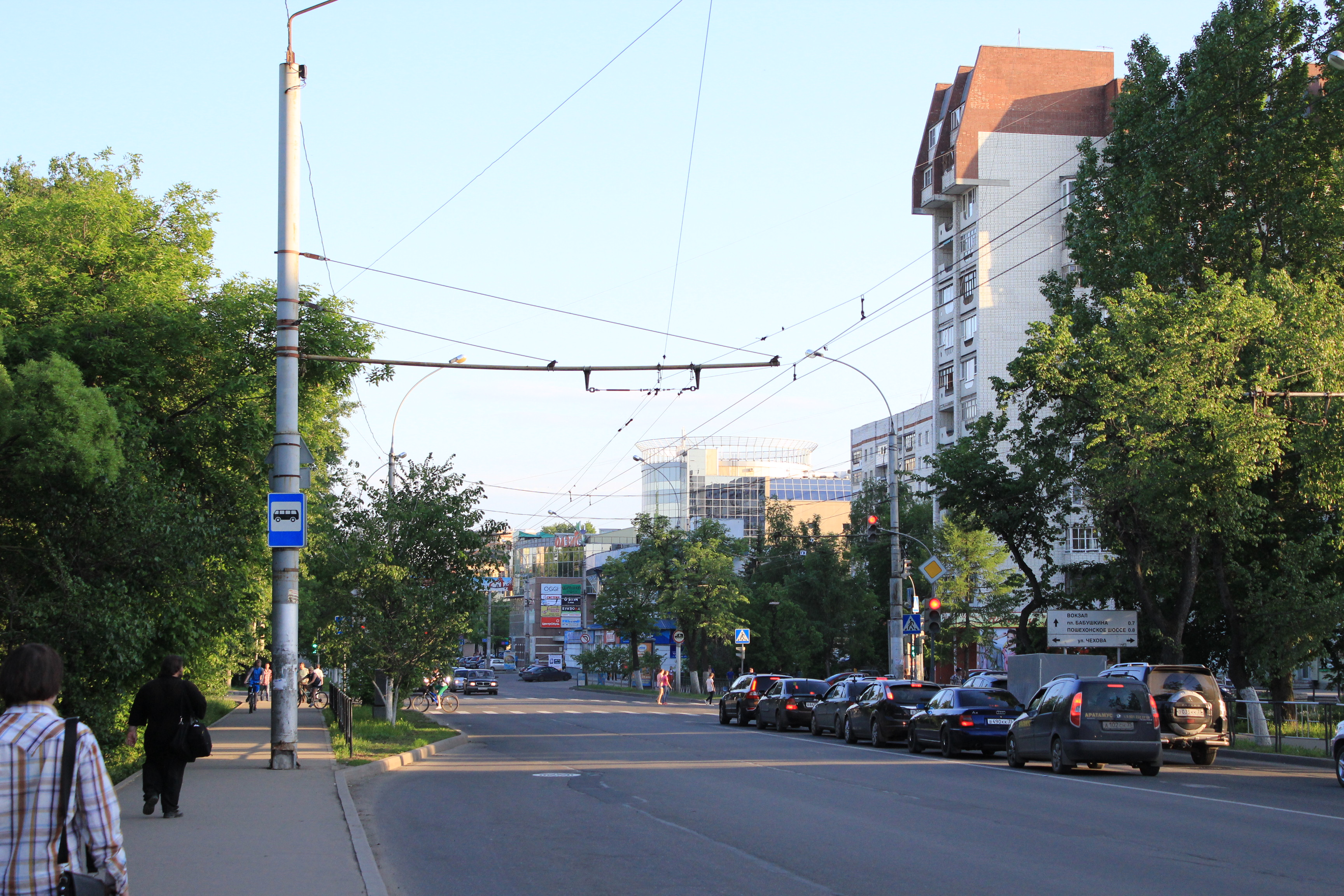
Вид на улицу Мира в Вологде в районе 8-й школы в сторону ТЦ «Оазис»

Линия улицы Мира проходит по восточной границе крепости Ивана Грозного середины XVI века, по её внутренней стороне, от Вознесенской до Обуховской угловой башни. В сотной грамоте 1627 года упоминается Гостиный двор с лавками и государевыми амбарами, который располагался в районе современного дома № 6. Ближе к реке Золотухе находились торговые ряды.
Изначально улица называлась Золотушной. Её также неофициально именовали Сенной набережной, потому что зимой вдоль Золотухи торговали сеном и дровами. Позднее от церкви Николы на Глинке пролегла Глинковская набережная. В те же времена существовала Гостинодворская площадь.
В годовщину Революции, 16 октября 1918, решением Вологодского городского совета депутатов трудящихся Золотушная улица и Глинковская набережная были объединены в набережную Свободы, а Гостинодворская площадь переименована в площадь Свободы.
С 1936 года началось благоустройство улицы, были заасфальтированы троруары и сделаны лунки для деревьев. Начали подсыпать низинные места грунтом. В 1937—1938 годах между улицами Маяковского и Благовещенской были построены два мощёных камнем и уложеных асфальтом проезда, а между ними бульвар. По нечётной стороне были заасфальтированы тротуары. На бульварах и в лунках тротуаров были высажены липы.
В 1937 году начата закладка сквера между от Мяснорядского до Винтеровского моста. В 1940 году вдоль берега Золотухи были посажены деревья. Позже, во время Великой Отечественной войны они были уничтожены, а берега использовались под огороды. Новые посадки были сделаны уже в 1950-х.
После войны, в 1947, к улице присоединили площадь Свободы и присвоили имя Сталина.
В 1949 году на месте сенного рынка был построен бульвар. В 1952 году была заасфальтирована часть улицы от Благовещенской до площади Бабушкина.
В 1954 году были установлены электрические фонари на фигурных металлических опорах.
6 ноября 1961 года — было присвоено название «улица Мира».
В 1965 году Золотуха под улицей Мира заключена в железобетонную трубу.

## Здания и сооружения

### По нечётной стороне
| Логотип конкурса «Вики любит памятники» | Объект культурного наследия: № 3500000790 |

| Логотип конкурса «Вики любит памятники» | Объект культурного наследия: № 3500002647 |

| Логотип конкурса «Вики любит памятники» | Объект культурного наследия: № 3500001103 |

| Логотип конкурса «Вики любит памятники» | Объект культурного наследия: № 3500002648 |

| Логотип конкурса «Вики любит памятники» | Объект культурного наследия: № 3500000868 |

### По чётной стороне
| Логотип конкурса «Вики любит памятники» | Объект культурного наследия: № 3500000874 |

| Логотип конкурса «Вики любит памятники» | Объект культурного наследия: № 3500002645 |

| Логотип конкурса «Вики любит памятники» | Объект культурного наследия: № 3500002646 |

| Логотип конкурса «Вики любит памятники» | Объект культурного наследия: № 3500002649 |